# Canton d'Albi-Sud
Le canton d'Albi-Sud est une ancienne division administrative française, située dans le département du Tarn en région Midi-Pyrénées.

## Géographie
Ce canton était organisé autour d'Albi dans l'arrondissement homonyme. Son altitude variait de 130 à 308 m, avec une moyenne de 187 m.

## Histoire
Créé en 1973 par la division du canton unique d'Albi, le canton d'Albi-Sud est supprimé par le décret du 17 février 2014 qui entre en vigueur lors des élections départementales de mars 2015.

## Représentation
| Période | Période          | Identité              | Étiquette | Qualité                                                                   |
| ------- | ---------------- | --------------------- | --------- | ------------------------------------------------------------------------- |
| 1973    | 1979             | Henry Bressolier      | RPR       | Agent de maîtrise à la Compagnie du textile artificiel Député (1968-1973) |
| 1979    | 1985             | Daniel Courbu         | PS        | Agent général d'assurances Maire-adjoint d'Albi                           |
| 1985    | 1995 (démission) | Philippe Bonnecarrère | RPR       | Avocat - Maire d'Albi (1995-2014)                                         |
| 1995    | 1998             | Jacques Valax         | PS        | Avocat, conseiller régional                                               |
| 1998    | 2015             | Michel Albarède       | PRG       | Avocat Conseiller municipal d'Albi Vice-président du conseil général      |

| Période | Période | Identité                          | Etiquette    | Qualité |
| ------- | ------- | --------------------------------- | ------------ | --- |
| 2015    | 2021    | Nathalie Borghese Eric Guillaumin | DVD / Divers | Infirmière libérale, conseillère municipale d'Albi / Militaire à la retraite, Maire de Carlus, Vice-Président de la communauté d'agglomération de l'albigeois. |

## Composition
Le canton d'Albi-Sud comprenait six communes et comptait 13 779 habitants, selon la population municipale au 1er janvier 2012.
| Communes     | Population (2012) | Code postal | Code Insee |
| ------------ | ----------------- | ----------- | ---------- |
| Albi         | 7 237 (1)         | 81000       | 81004      |
| Carlus       | 671               | 81990       | 81059      |
| Le Sequestre | 1 509             | 81990       | 81284      |
| Puygouzon    | 2 949             | 81990       | 81218      |
| Rouffiac     | 611               | 81150       | 81232      |
| Saliès       | 802               | 81990       | 81274      |

(1) fraction de commune.

## Démographie
| 1962 | 1968 | 1975 | 1982 | 1990 | 1999   | 2006   | 2012   |
| ---- | ---- | ---- | ---- | ---- | ------ | ------ | ------ |
| -    | -    | -    | -    | -    | 12 406 | 12 949 | 13 779 |